# Sochaux
Sochaux é uma comuna francesa na região administrativa de Borgonha-Franco-Condado, no departamento de Doubs. Estende-se por uma área de 2,17 km², com 4552 habitantes, segundo os censos de 2004, com uma densidade de 2097 hab/km². A cidade foi construída para abrigar a fábrica de automóveis da Peugeot e seus funcionários.
- Commons